# Glaucina baea
Glaucina baea là một loài bướm đêm trong họ Geometridae.